# Mae Muller
Holly Mae Muller, angleška pevka * 26. avgust 1997.

## Zgodnje življenje
Mea Muller se je rodila v Kentish Townu v Londonu, vzgajala pa sta jo starša Matt Müller in Nicola Jackson, ki sta se ločila, ko je imela šest let. Njena teta Sophie Muller je režiserka videoposnetkov.
Mullerjeva je začela pisati lastno glasbo pri osmih letih. Obiskovala je fakulteto za likovno umetnost v Belsize Parku v severnem Londonu. Leta 2007 se je kot otrok pojavila v videospotu, ki ga je režirala njena teta Sophie za pesem »Grace Kelly« pevca Mike.
Njen debitantski mini album After Hours je izšel februarja 2018. Septembra 2018 pa mu je sledil izid drugega EP-ja Frankly. Istega leta podpisal pogodbo z založbo Capitol Records UK.
Dne 5. aprila 2019 je Muller izdala svoj debitantski album Chapter 1. Septembra 2020 je napovedala, da bo njen tretji EP, No One Else, Not Even You, izšel 6. novembra 2020. Dne 3. marca 2023 je Muller izdal album v sodelovanju s Sigalo, Caity Baser in Stefflonom Donom z naslovom »Feels This Good«.

### Pesem Evrovizije 2023
Dne 9. marca 2023 je bila razglašena za predstavnico Združenega kraljestva na Pesmi Evrovizije 2023 v Liverpoolu. Istega dne je bila objavljena tudi njena tekmovalna pesem »I Wrote a Song«, V finalu tekmovanja, 13. maja 2023 je zasedla predzadnje, 25. mesto s 24 točkami.
Maja 2023 je Muller napovedala izid studijski album Sorry I'm Late, ki je izšel 29. septembra 2023. Mea Muller je nastopala tudi v filmu Gassed Up, v vlogi Kelly. Januarja 2024 je Mullerjeva objavila, da je prekinila svojo glasbeno kariero ter da je zapustila svojo glasbeno založbo Capitol Records in  postala neodvisna umetnica.

## Diskografija

### Studijski album
| Naslov         | Podrobnosti | Najvišja uvrstitev na lestvici | Najvišja uvrstitev na lestvici |
| Naslov         | Podrobnosti | UK                             | SCO                            |
| -------------- | --- | ------------------------------ | ------------------------------ |
| Chapter 1      | - Objavljeno: 5. aprila 2019 - Založba: Capitol, EMI, Universal - Format: CD, LP, digitalni prenos, pretakanje     | —                              | —                              |
| Sorry I'm Late | - Objavljeno: 29. september 2023 - Založba: Capitol, EMI, Universal - Format: CD, LP, digitalni prenos, pretakanje | 33                             | 13                             |

### EP-ja
| Naslov                    | Podrobnosti                                                                          |
| ------------------------- | ------------------------------------------------------------------------------------ |
| After Hours               | - Objavljeno: 16. februarja 2018 - Založba: Capitol - Format: digitalni prenos       |
| Frankly                   | - Objavljeno: 7. december 2018 - Založba: Capitol - Format: digitalni prenos         |
| No One Else, Not Even You | - Objavljeno: 6. november 2020 - Založba: Capitol - Format: CD, LP, digitalni prenos |

### Pesmi
| »Close«                                                                            | 2018 | —  | —  | —  | —  | —  | —  | —  | —  | —  | —                                                      |
| »Jenny«                                                                            | 2018 | —  | —  | —  | —  | —  | —  | —  | —  | —  | Chapter 1                                              |
| »The Hoodie Song«                                                                  | 2018 | —  | —  | —  | —  | —  | —  | —  | —  | —  | Chapter 1                                              |
| »Pull Up«                                                                          | 2018 | —  | —  | —  | —  | —  | —  | —  | —  | —  | Chapter 1                                              |
| »Busy Tone«                                                                        | 2018 | —  | —  | —  | —  | —  | —  | —  | —  | —  | Chapter 1                                              |
| »Leave It Out«                                                                     | 2019 | —  | —  | —  | —  | —  | —  | —  | —  | —  | Chapter 1                                              |
| »Anticlimax«                                                                       | 2019 | —  | —  | —  | —  | —  | —  | —  | —  | —  | —                                                      |
| »Drama« (skupaj z Ms Banks in Caitlyn Scarlett)                                    | 2019 | —  | —  | —  | —  | —  | —  | —  | —  | —  | —                                                      |
| »Dick«                                                                             | 2019 | —  | —  | —  | —  | —  | —  | —  | —  | —  | —                                                      |
| »Therapist«                                                                        | 2020 | —  | —  | —  | —  | —  | —  | —  | —  | —  | —                                                      |
| »I Don't Want Your Money«                                                          | 2020 | —  | —  | —  | —  | —  | —  | —  | —  | —  | —                                                      |
| »So Annoying«                                                                      | 2020 | —  | —  | —  | —  | —  | —  | —  | —  | —  | No One Else, Not Even You                              |
| »HFBD«                                                                             | 2020 | —  | —  | —  | —  | —  | —  | —  | —  | —  | No One Else, Not Even You                              |
| »Dependent«                                                                        | 2020 | —  | —  | —  | —  | —  | —  | —  | —  | —  | No One Else, Not Even You                              |
| »Better Days« (skupaj z Neiked in Polo G)                                          | 2021 | 32 | 16 | 20 | —  | 52 | 29 | 13 | 78 | 23 | Sorry I'm Late                                         |
| »American Psycho« (skupaj z Marshmello in Trippie Redd)                            | 2022 | —  | —  | —  | —  | —  | —  | —  | —  | —  | —                                                      |
| »I Just Came to Dance"                                                             | 2022 | —  | —  | —  | —  | —  | —  | —  | —  | —  | Sorry I'm Late                                         |
| »Feels This Good« (skupaj s Sigala, Caity Baser in Stefflon Don)                   | 2023 | 93 | —  | —  | —  | —  | —  | —  | —  | —  | Every Cloud – Silver Linings & Sorry I'm Late... Again |
| »I Wrote a Song«                                                                   | 2023 | 9  | —  | 44 | 24 | 23 | —  | —  | —  | —  | Sorry I'm Late                                         |
| »Me, Myself & I«                                                                   | 2023 | —  | —  | —  | —  | —  | —  | —  | —  | —  | Sorry I'm Late                                         |
| »Nervous (In A Good Way)«                                                          | 2023 | —  | —  | —  | —  | —  | —  | —  | —  | —  | Sorry I'm Late                                         |
| »MJTL (Maybe That's Just Life)«                                                    | 2023 | —  | —  | —  | —  | —  | —  | —  | —  | —  | Sorry I'm Late                                         |
| »Written by a Woman«                                                               | 2023 | —  | —  | —  | —  | —  | —  | —  | —  | —  | Sorry I'm Late                                         |
| »—« označuje singel, ki se ni uvrstil na lestvico ali ni bil izdan na tem ozemlju. |      |    |    |    |    |    |    |    |    |    |                                                        |